# Ab Crichton
Ab Crichton var ett finländskt varvsföretag i Åbo, som var verksamt 1914–1924.
Varvet och den mekaniska verkstaden Oy W:m Crichton & C:o Ab hade bildats som aktiebolag 1874 av tidigare W:m Crichton & C:o och köpt bland annat Gamla varvsbolaget i Åbo och utvidgat fartygsbyggandet.
Företaget gick i konkurs 1913, varefter bröderna Ernst och Magnus Dahlström tog över driften i Åbo samma år, men ej av Oy W:m Crichton & C:o Ab:s filialvarv i Sankt Petersburg. År 1913 skedde det under namnet C.J. Dahlström, och 1914 bildades Ab Crichton. Den ryska ekonomin var vid denna tidpunkt god och Ab Crichton fick genast beställningar från Ryssland på elva bogserbåtar med motorer på 140 hk samt på en likadan för kalkbruket på ön Korpo. Dessutom tillverkades tio ångmaskiner för kunder i Sankt Petersburg. Företaget sysselsatte 1914 400 personer.
Den viktiga kunden Kejserliga ryska flottan gjorde inte några beställningar 1914. Ab Crichton blev dock underleverantör till grannföretaget Andrée & Rosenqvist för ett antal stålskrovsfartyg till Ryssland.
År 1916 sålde Bröderna Dahlström företaget till Emissions Ab i Helsingfors, Carolus Wrede, Berndt Grönblom med flera. Detta år var beläggningen hög, men sjönk sedan från 1917. År 1918 fick företaget endast en order på ett nytt fartyg och under det tidiga 1920-talet var situationen dålig för företaget. Den sista fartygsbeställningen gjordes i februari 1924 av Åbo stad för en isbrytande bogserbåt. 
Allan Staffans, som 1920 blev chef för varvsföretaget och konkurrenten Vulcan Ab tvärs över Aura å, genomdrev 1924 att Vulcan slogs samman med Ab Crichton,